# Луцій Юлій Юл (консул 430 року до н. е.)
Луцій Юлій Юл (лат. Lucius Iulius Iullus; 470 до н. е. — після 424 до н. е.) — політичний, державний та військовий діяч Римської республіки, консул 430 рік до н. е.

## Життєпис
Походив з патриціанського роду Юліїв. Син Вопіска Юлія Юла, консула 473 року до н. е.
У 438 році до н. е. разом з Мамерком Емілієм Мамерціном і Луцієм Квінкцієм Цинціннатом його було обрано військовим трибуном з консульською владою (консулярним трибуном).
431 році до н. е. диктатор Авл Постумій Туберт призначив Луція Юла своїм заступником — начальником кінноти. Під час цього займався й постачанням війська.
430 року до н. е. його обрано консулом разом з Луцієм Папірієм Крассом. Спільно із колегою уклав перемир'я з еквами на 8 років і провів закон про дешеву оцінку худоби при накладанні штрафів, перехопивши цю ідею в народних трибунів.
У 424 році до н. е. його обрано цензором разом з консульським колегою 430 року до н. е. Луцієм Папірієм Крассом.
Подальша доля Луція Юлія невідома.

## Родина
- Луцій Юлій Юл, військовий трибун з консульською владою у 401 році до н. е.
- Гай Юлій Юл, військовий трибун з консульською владою у 408 та 405 роках до н. е.